# 皇家伊斯柏納體育會
皇家伊斯柏納體育會（Real Club Deportivo España，简称 Real España 或 El España），是洪都拉斯职业足球俱乐部，现为甲级联赛球队，球队位于洪都拉斯的圣佩德罗苏拉。

## 历史
皇家伊斯柏納建於1929年7月14日 at Escuela Ramón Rosa, de San Pedro Sula，創辦人是Pastor Reyes, Juan Banegas, "Teco" Lardizábal, Hugo Escoto Soto及Leonardo Muñoz.  在西班牙語的"Real" - 是由西班牙國王 Juan Carlos I在1977年給1。球隊是西班牙以外球隊少數使用皇家（Real）名字的球隊。
皇家伊斯柏納體育會是其中一支成功的洪都拉斯球隊，其受歡迎程度很高，以至于在洪都拉斯以外地區亦有支持者。

## 队色和队标
球隊的顏色是黑和黃色，而球隊的綽號稱為「The Aurinegros」，意思是黃色及黑色的混成語。隊在2006年更換了隊徽，更引更多年輕人留意。球隊的吉祥物更變了多次。它曾經是黃黑色貓頭鷹、一輛火車最近是一台機器人。王冠代表了「皇家」，是獲得西班牙國王加許。這包括了著名球隊皇家馬德里等。

## 体育场
主條目：Estadio Francisco Morazán, San Pedro Sula
球隊的主場是Estadio Francisco Morazán.

## 球队荣誉

### 国内赛场
- 洪都拉斯職業足球聯賽冠軍: 10

1974-1975, 1975-1976, 1976-1977, 1980-1981, 1988-1989, 1990-1991 , 1993-1994, 2003-2004 Ap., 2006-2007 Cl., 2010-2011 Ap.
- Liga Nacional de Fútbol de Honduras亞軍: 10

1977-1978, 1978-1979, 1986-1987, 1989-1990, 1991-1992, 1995-1996, 1997-1998 Ap., 1998-1999, 2007-2008 Ap., 2008-2009 Ap.
- 洪都拉斯杯冠軍: 2

1972, 1992
- 洪都拉斯杯亞軍: 1

1968

### 国际比賽
- CONCACAF Champions' Cup季軍: 1

1991
- CONCACAF Cup Winners Cup亞軍: 1

1993
- Torneo Fraternidad冠軍: 1

1982
- Torneo Fraternidad亞軍: 1

1979
- Torneo Grandes de Centroamerica四強: 1

1998
- Copa Interclubes UNCAF季軍: 1

2000

### 其他
- 首个联赛 "Tri-Campeón" (连续三个赛季夺得冠军)